# Olaibar
Olaibar è un comune spagnolo di 161 abitanti situato nella comunità autonoma della Navarra.